# Friedrich-Wilhelm Koch
Friedrich-Wilhelm Koch (* 10. August 1913; † 26. August 1995) war ein deutscher Chirurg und ärztlicher Standespolitiker.

## Werdegang
Aus einer Bochumer Arzt-Familie stammend, studierte Koch an der Julius-Maximilians-Universität Würzburg Medizin. 1933 wurde er im Corps Nassovia Würzburg recipiert. Nach dem Studium war er von 1936 bis 1956 an Kliniken in Deutschland, in Großbritannien, in Schweden, in der Schweiz und in Österreich tätig. Von 1956 bis 1984 praktizierte er in Essen als niedergelassener Chirurg. Von 1969 bis 1981 war Koch Präsident der Ärztekammer Nordrhein. In die Zeit seiner Präsidentschaft fiel auch die Errichtung der unabhängigen Gutachterkommission zur Begutachtung von ärztlichen Behandlungsfehlern. Auf seine Initiative hin wurde 1979 die Akademie für ärztliche Fortbildung der Ärztekammer Nordrhein gegründet. Mit der von ihm gegründeten Aktion „Mehr Menschlichkeit im Krankenhaus und in der Praxis“ hat sich Koch für ein größeres Engagement und mehr menschliche Zuwendung im ärztlichen Alltag und in der Gesundheitsversorgung bemüht. Er wurde 82 Jahre alt.

## Ehrungen
- Paracelsus-Medaille der Deutschen Ärzteschaft (1982)
- Johannes-Weyer-Medaille der Ärztekammer Nordrhein (1983)
- Ehrenpräsident der Ärztekammer Nordrhein